# Artemisia daghestanica
Artemisia daghestanica là một loài thực vật có hoa trong họ Cúc. Loài này được Krasch. & Poretzky mô tả khoa học đầu tiên.